# دانشگاه آزاد اسلامی واحد رودهن
دانشگاه آزاد اسلامی واحد رودهن  (انگلیسی: Islamic Azad University, Roudehen Branch به اختصار RIAU) به عنوان بخشی از مجموعهٔ واحدهای دانشگاه آزاد اسلامی سراسر ایران است. این واحد دانشگاهی در سال ۱۳۶۲ دایر شد و هم‌ اکنون به عنوان یک قطب علمی و پژوهشی در شرق استان تهران به‌شمار می‌آید.

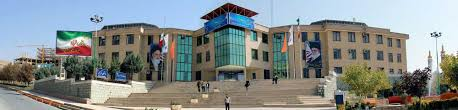
نمای کلی ساختمان اداری دانشگاه آزاد رودهن

## تاریخچه
پس از تأسیس و راه اندازی واحدهای اولیه دانشگاه آزاد اسلامی در شهرهایی از جمله تهران، با فاصله زمانی تقریباً یک سال، در ۱۴ آبان ۱۳۶۲، دانشگاه آزاد اسلامی واحد رودهن فعالیت خود را آغاز کرد.
یکی از بانیان اصلی راه اندازی این مرکز آموزش عالی در شهر رودهن سید احمد میرخانی بود.
پس از موافقت با تاسیس این واحد، سید کاظم شریعت پناهی به ریاست این واحد منصوب شد و در ۱۴ آبان ۱۳۶۲ مراسم افتتاحیه با حضور مسئولان دانشگاه آزاد اسلامی، مسئولان شهرستان و جمعی از معتمدان شهر برگزار شد و این واحد دانشگاهی فعالیت رسمی خود را آغاز کرد و از نیمسال تحصیلی دوم ۶۳–۱۳۶۲ دانشجو پذیرفته شد.

## رئیس واحد
| نام                    | شروع تصدی | پایان تصدی |
| ---------------------- | --------- | ---------- |
| محمد کاظم شریعت پناهی ‌ | ۱۳۶۲      | ۱۳۶۵       |
| سید مهدی حسینی         | ۱۳۶۵      | ۱۳۸۶       |
| غلامحسین حیدری         | ۱۳۸۶      | ۱۳۹۱       |
| علیرضا ایرانبخش        | ۱۳۹۱      | ۱۳۹۳       |
| نقی شجاع               | ۱۳۹۳      | ۱۳۹۶       |
| حسن شهرکی پور          | ۱۳۹۶      | ۱۴۰۰       |
| فریده دوکانه ای فرد    | ۱۴۰۰      | ۱۴۰۳       |
| علی افروس              | ۱۴۰۳      | تاکنون ‌    |

## امکانات آموزشی و پژوهشی
در این واحد دانشجویان در چهار مقطع کاردانی، کارشناسی، کارشناسی ارشد و دکترا به تحصیل و آموزش مشغول هستند. تا کنون بیش از ۶۷ هزار دانش‌آموخته از این واحد فارغ‌التحصیل شده‌اند. این واحد دانشگاهی دارای ۱۲۱ باب آزمایشگاه، کارگاه، سایت و تجهیزات رایانه‌ای، کارگاه‌های سمعی و بصری، سالن های اجتماعات و آمفی تئاتر با ظرفیت دو هزار نفر است. 
این دانشگاه با دارا بودن بیش از ۱۱۰ هزار مترمربع ساختمان در قالب دو مجتمع آموزشی، و همچنین حدود ۳۲ هزار مترمربع ساختمان در حال احداث، مالک ۷۶ هکتار زمین ملکی است که ۲۰ هکتار از آن اختصاص به مزرعه آموزش کشاورزی دارد. در آینده بیمارستان ۹۶ تختخوابی دانشگاه آزاد اسلامی واحد رودهن در ۱۰ هکتار زمین ساخته خواهد شد و به پردیس واحد پزشکی تهران تحویل داده خواهد شد. درحوزه مدارس سما نیز یک مجتمع آموزشی با ۳۵۴ دانش آموز در مقاطع ابتدایی، راهنمایی و دبیرستان و یک آموزشکده فنی و حرفه‌ای با ۱۲۶۶ دانشجو از جمله ملحقات این واحد است.

## کتابخانه
دانشگاه آزاد واحد رودهن دارای دو کتابخانه دانشکده‌ای و یک کتابخانه مرکزی است و در سال ۱۳۹۱ به رتبه جامع ارتقا یافت. کتابخانه مرکزی و دو کتابخانه دانشکده‌ای این دانشگاه با مجموعه‌ای بالغ بر ۱۵۰،۰۰۰ هزار جلد کتب لاتین و فارسی ثبت شده، و دارای بیش از ۵۰۰۰ جلد پایان‌نامه در مقاطع کارشناسی ارشد و دکترا و پایگاه‌های اطلاعاتی و منابع مرجع است. کتابخانه مرکزی در سال ۱۳۸۹ در چهار طبقه در مجتمع دانشگاهی واحد رودهن افتتاح گردید.

## دانشکده ها

نمای دانشگاه آزاد اسلامی واحد رودهن

شامل دو مجموعه دانشگاهی ۱- مرکز دانشگاهی ۲- مجتمع دانشگاهی
- دانشکده روانشناسی
- دانشکده کشاورزی و علوم پایه
- دانشکده علوم تربیتی و مشاوره
- دانشکده مدیریت و حسابداری
- دانشکده هنر و معماری
- دانشکده فنی و مهندسی
- دانشکده مهارت و کارافرینی
- دانشکده ادبیات فارسی و زبان‌های خارجه و علوم اجتماعی (حقوق)

## استادان سرشناس
- محمود طاووسی: استاد دانشکده زبان و ادبیات فارسی و عضو هیئت علمی
- مهدی ماحوزی: استاد دانشکده زبان و ادبیات فارسی و عضو هیئت علمی
- حمید عضدانلو: استاد دانشکده علوم اجتماعی و عضو هیئت علمی
- ‌ حمزه گنجی: استاد دانشکده روانشناسی و عضو هیئت علمی
- کیانوش هاشمیان: استاد دانشکده روانشناسی و عضو هیئت علمی
- حسن پاشا شریفی: استاد دانشکده روانشناسی و عضو هیئت علمی

## دانش آموختگان سرشناس
- الهام حمیدی: بازیگر سینما و تلویزیون تحصیل کرده در رشته حسابداری[۷]
- حمیدرضا آذرنگ: بازیگر سینما و تلویزیون تحصیل کرده در رشته روانشناسی
- مصطفی غنیان: جانباختگان اعتراضات ۱۳۸۸ تحصیل کرده  در رشته کشاورزی[۸][۹]

## همایش‌های برگزار شده
این دانشگاه تا سال ۱۳۸۷ توانسته است سی همایش بین‌المللی و یکصد و سی همایش داخلی برگزار کند.